# Дракохруст, Юрий Александрович
Юрий Александрович Дракохруст (бел. Юрый Аляксандравіч Дракахруст, род. 20 июля 1960, Хабаровск) — белорусский журналист, кандидат физико-математических наук.

## Образование
Механико-математический факультет БГУ (1982), кандидат физико-математических наук (1986). Тема диссертации: «Локально-глобальный норменный принцип для полей алгебраических чисел».

## Биография
Родился в 1960 году в Хабаровске в семье военного журналиста, поэта и переводчика Александра Абрамовича Дракохруста и журналистки Дины Николаевны Манаевой. В 1964 году семья переехала в Минск. 
После получения образования и защиты кандидатской диссертации работал в Институте математики АН Белоруссии (1982—1991), старшим научным сотрудником Института экономики Национальной академии наук Беларуси (1991—1994), главным научным сотрудником Независимого института социально-экономических и политических исследований (1992—2000). 
В 1990—1991 годах — секретарь совета Белорусского народного фронта «Возрождение».
Сотрудник газеты «Белорусский рынок» (1992—1994), политический обозреватель «Белорусской деловой газеты» (1994-1998). С 1991 года работает на Радио «Свобода», с 1996 — сотрудник Белорусской службы Радио «Свобода» в Праге. Ведущий аналитической программы «Пражский акцент». 
С 2015 года регулярно публикуется на белорусском портале Zerkalo.io. Постоянный автор изданий «Россия в глобальной политике», «Белорусский ежегодник, журнала «Неприкосновенный запас».
В 2024 году белорусские власти заочно приговорили Юрия Дракохруста к 10 годам лишения свободы по делу «аналитиков Светланы Тихановской».

## Книги
- «Акценты Свободы» (2009)
- «Семь тощих лет» (2014)

## Статьи, аналитические исследования
- Юрий Дракохруст. Возвращение на круги своя или точка бифуркации? / Ю. Дракохруст // Белорусский ежегодник — 2012. — 2013. — С. 250—256.
- Юрий Дракохруст. Общественное мнение: под знаком событий в Украине / Ю. Дракохруст // Белорусский ежегодник — 2014. — 2014. — С. 209—220.
- Юрий Дракохруст. Общественное мнение: возвращение в реальность / Ю. Дракохруст // Белорусский ежегодник — 2016. — 2016. — С. 226—235.

## Премии и награды
- Медаль Академии наук СССР за лучшую студенческую работу (1982).
- Лауреат премии Белорусской ассоциации журналистов (1996).